# ۲۰ دسامبر
۲۰ دسامبر سیصد و پنجاه و چهارمین (در سال‌های کبیسه سیصد و پنجاه و پنجمین) روز سال در گاه‌شماری میلادی است. ۱۱ روز تا پایان سال باقی‌است.

## رویدادها
- ۱۹۵۵ - در طی جنگ جهانی دوم نیروی هوایی ژاپن کلکته هند را بمباران کرد.[۱]
- ۱۹۵۵ - تعیین کاردیف به عنوان پایتخت ولز
- ۱۹۷۱ - آغاز چهارمین دوره ریاست جمهوری ذوالفقار علی بوتو در پاکستان
- ۱۹۷۳ - ترور لویس کاریرو بلانکو، نخست وزیر اسپانیا با خودروی بمب گذاری شده در مادرید
- ۱۹۷۷ - عضویت کشورهای جیبوتی و ویتنام در سازمان ملل متحد
- ۱۹۸۳ - ملاقات صدام حسین و دونالد رامسفلد در بغداد در راستای اعطای کمک‌های آمریکا به عراق در طول جنگ ایران و عراق[۲]
- ۱۹۸۹ - آغاز حمله ایالات متحده آمریکا به پاناما
- ۱۹۹۹ - تحویل ماکائو از سمت پرتغال به چین

## زادروزها
- ۱۶۰۰ - نیکلا سانسون، نقشه‌نگار و سفرنامه نویس
- ۱۹۱۵ - عزیز نسین، طنزنویس اهل ترکیه
- ۱۹۹۸ - کیلیان امباپه، فوتبالیست فرانسوی